# Rustem Muchametšin
Rustem Nailevič Muchametšin (in russo Рустем Наилевич Мухаметшин?; Kazan', 2 aprile 1984) è un ex calciatore russo, di ruolo centrocampista.

## Carriera

### Club
Ha giocato nella massima serie russa.

## Palmarès

### Club
- Coppa di Russia: 1

Tosno: 2017-2018